# Kaniṣka
Kaniṣka, con grafia inglese Kanishka (in sanscrito कनिष्क; in battriano Κανηϸκι; in cinese medio 迦腻色伽; ... – 151), è stato un re dell'Impero Kushan in Asia centrale, e governò un impero che si estendeva dalla Battria a buona parte dell'India settentrionale nel II secolo.
Era famoso per i suoi successi militari, politici e spirituali. La sua principale capitale fu Purushpura (Peshawar nell'odierno Pakistan), oltre alle capitali regionali delle attuali Taxila (Pakistan), Bagram (Afghanistan) e Mathura (India).

## Un grande re Kushan
Kaniṣka era un Kushan di etnia Yuezhi. Parlava una lingua iranica indoeuropea, il battriano, che appare nelle inscrizioni greche, anche se non si è certi della lingua parlata dai Kushan.
Kaniṣka era il successore di Vima Kadphises, come riportato nella genealogia dei re Kushan nota come Inscrizione di Rabatak.
Molte leggende riguardanti Kaniṣka, grande protettore del buddhismo, sono state tramandate nelle tradizioni religiose buddhiste. Con i re indiani Aśoka e Harṣa, e con l'indo-greco Menandro I, è considerato dai buddhisti uno dei più grandi re della loro religione.
L'era di Kaniṣka fu usata come calendario dai Kushan per circa un secolo, fino al declino del Regno Kushan. Ora in molti credono che l'era di Kaniṣka sia iniziata nel 127, in base alle ricerche di Harry Falk. La fonte più accreditata sostiene che l'anno esatto fosse il 227, e che il 127 sia solo un'interpretazione di Falk e di altri studiosi.

## Conquiste in Asia centrale e meridionale

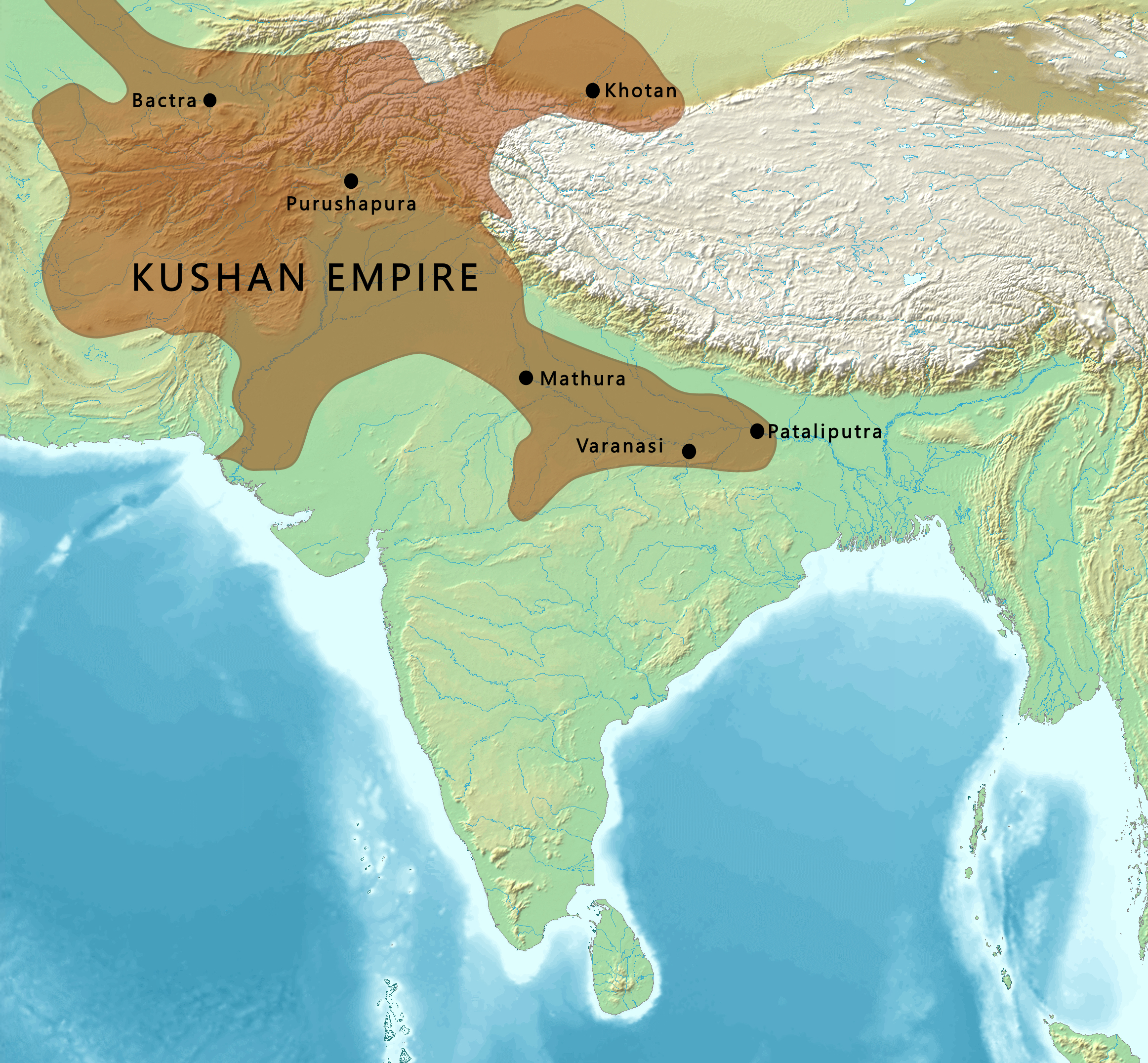
Estensione del regno dei Kushan sotto Kaniṣka

L'impero di Kaniṣka era sicuramente vasto. Si estendeva dall'Uzbekistan e Tajikistan meridionali, fino a nord dell'Amu Darya (Oxus) in India nord-occidentale, e fino a Mathura nel sud-est (l'inscrizione di Rabatak sostiene che controllasse anche Pataliputra e Sri Champa), e tra i suoi territori figurava anche il Kashmir, dove vi era una città chiamata Kanishka pur non distante dal passo Baramulla, dove sorge ancora un grande stupa.
Si conosce meno della sua presenza in Asia centrale. Il Libro degli Han posteriori afferma che il generale Ban Chao combatté battaglie nei pressi di Khotan con un esercito Kushan di 70.000 uomini guidati da uno sconosciuto viceré di nome Xie (cinese: 謝) nel 90. Nonostante Ban Chao disse di avere vinto, obbligando i Kushan a ritirarsi facendo terra bruciata, la regione passò in mano ai Kushan all'inizio del II secolo. Per un certo tempo (finché i cinesi non ne ripresero il controllo attorno al 127) il territorio dei Kushan raggiunse Kashgar, Khotan e Yarkand, dipendenze cinesi nel bacino del Tarim, attuale Xinjiang. Nel bacino del Tarim sono state trovate numerose monete raffiguranti Kaniṣka.
Sembra che controllare sia le rotte commerciali via terra (via della seta) che quelle via mare tra l'Asia meridionale e Roma sia stato uno dei principali obbiettivi della politica di Kaniṣka.

## Monetazione di Kaniṣka
Le monete di Kaniṣka raffigurano divinità indo-ariane, greche, iraniche e perfino sumero-elamite, il che dimostra il sincretismo religioso tipico del suo culto. Le monete risalenti all'inizio del suo regno riportano leggende in lingua greca, parlando delle loro divinità. Le successive riportano leggende battriane, la lingua iranica parlata probabilmente dai Kushan, e le divinità greche furono soppiantate da quelle iraniche. Tutte le monete di Kaniṣka (anche quelle battriane) erano scritte in greco con un simbolo addizionale (Ϸ, Sho) a rappresentare il fonema [ʃ], proprio come nei termini «Kuʃan» e «Kaniʃka».
Sulle sue monete il re viene mostrato barbuto, con lunghe vesti raccolte alle caviglie, e con fiamme che partivano dalle spalle. Indossava grandi stivali rotondi, ed era armato con una lunga spada simile ad una scimitarra o ad una lancia. Spesso compie sacrifici su un piccolo altare. La metà inferiore di una statua a grandezza naturale di Kaniṣka nella stessa posa, con una stola ricamata sotto la giacca, è stata ospitata dal museo di Kabul prima di venire distrutta dai talebani.

### Fase ellenistica
Poche monete dell'inizio del suo regno riportano una scritta in lingua greca: ΒΑΣΙΛΕΥΣ ΒΑΣΙΛΕΩΝ ΚΑΝΗϷΚΟΥ, basileus basileon kaneshkou «[moneta] di Kaniṣka, re dei re».
Le divinità greche, con nomi greci, si trovano su queste antiche monete: ΗΛΙΟΣ (elios Elio), ΗΦΑΗΣΤΟΣ (ephaestos Efesto), ΣΑΛΗΝΗ (salene Selene), ΑΝΗΜΟΣ (anemos Anemos).

### Fase iranico-indiana

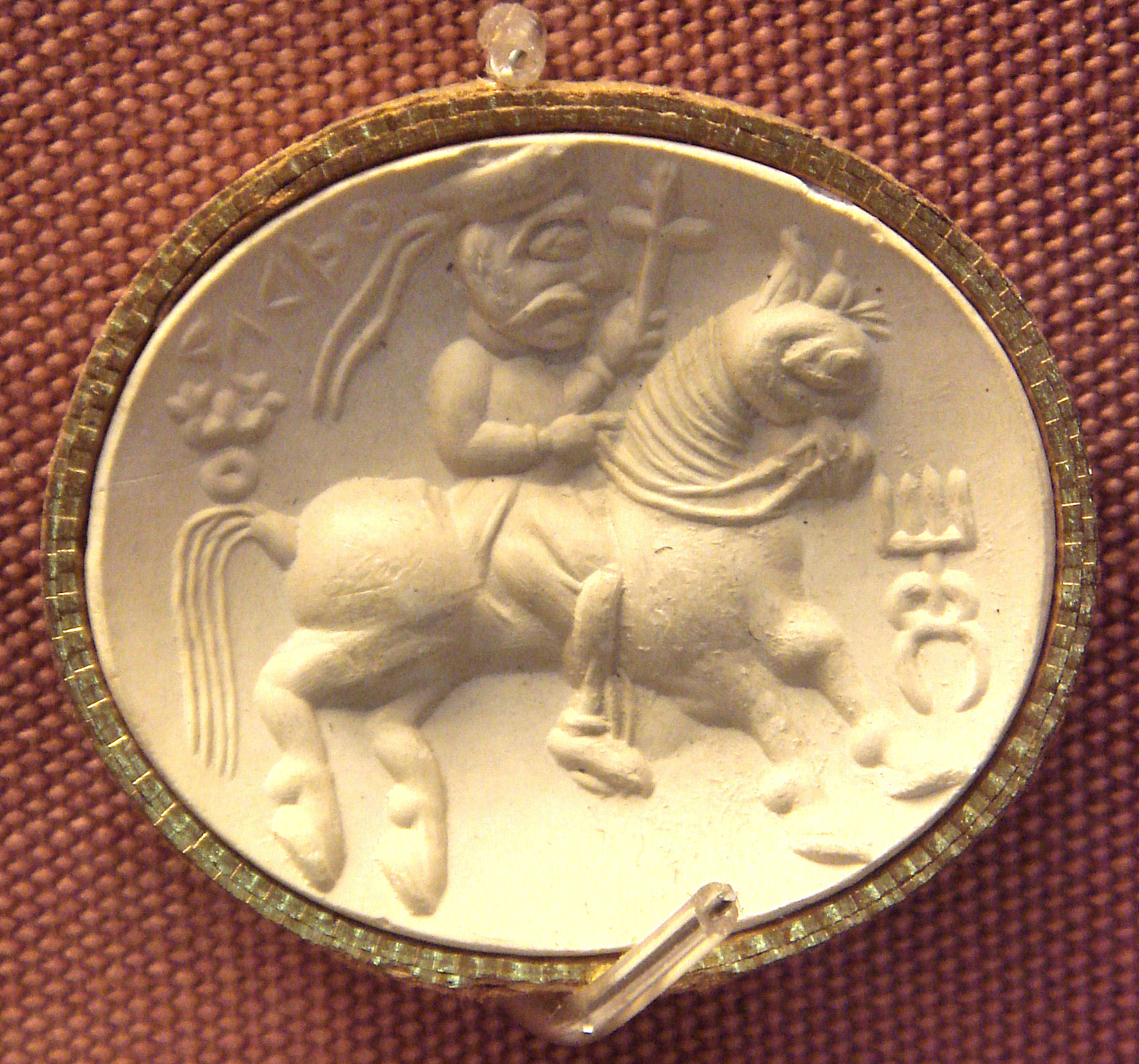
Sigillo Kushan in corniola raffigurante la divinità iranica Adsho (ΑΘϷΟ in greco), con il simbolo del triratna a sinistra, ed il simbolo della dinastia di Kaniṣka a destra. La divinità sta usando delle staffe

Tramite la transizione alla lingua battriana, le divinità iraniche rimpiazzarono quelle greche:
- ΑΡΔΟΧϷΟ (ardoxsho, Ashi Vanghuhi)
- ΛΡΟΟΑΣΠΟ (lrooaspo, Drvaspa)
- ΑΘϷΟ (athsho, Atar)
- ΦΑΡΡΟ (pharro, Khvarenah)
- ΜΑΟ (mao, Mah)
- ΜΙΘΡΟ, ΜΙΙΡΟ, ΜΙΟΡΟ, ΜΙΥΡΟ (mithro, miiro, mioro, miuro, varianti di Mithra)
- ΜΟΖΔΟΟΑΝΟ (mozdaooano, "Mazda il vittorioso?")
- ΝΑΝΑ, ΝΑΝΑΙΑ, ΝΑΝΑϷΑΟ (varianti del pan-asiatico Nana, del sogdiano nny, e nel contesto zoroastriano Anahita)
- ΜΑΝΑΟΒΑΓΟ (manaobago, Vohu Manah )
- ΟΑΔΟ (oado, Vata)
- ΟΡΑΛΑΓΝΟ (orlagno, Verethragna)

Solo poche divinità indiane furono utilizzate:
- ΒΟΔΔΟ (boddo, Buddha),
- ϷΑΚΑΜΑΝΟ ΒΟΔΔΟ (shakamano boddho, Shakyamuni Buddha)
- ΜΕΤΡΑΓΟ ΒΟΔΔΟ (metrago boddo, il bodhisattava Maitreya)

ΟΗϷΟ (oesho) fu a lungo considerato l'equivalente dell'indiana Shiva, ma secondo recenti studi oesho sarebbe l'avestico Vayu.

## Kaniṣka ed il Buddhismo

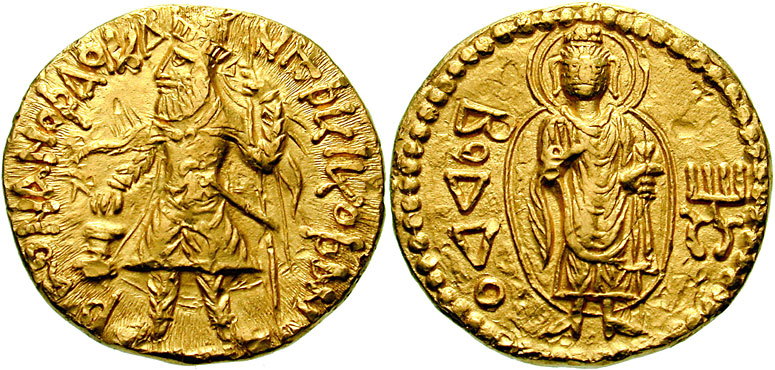

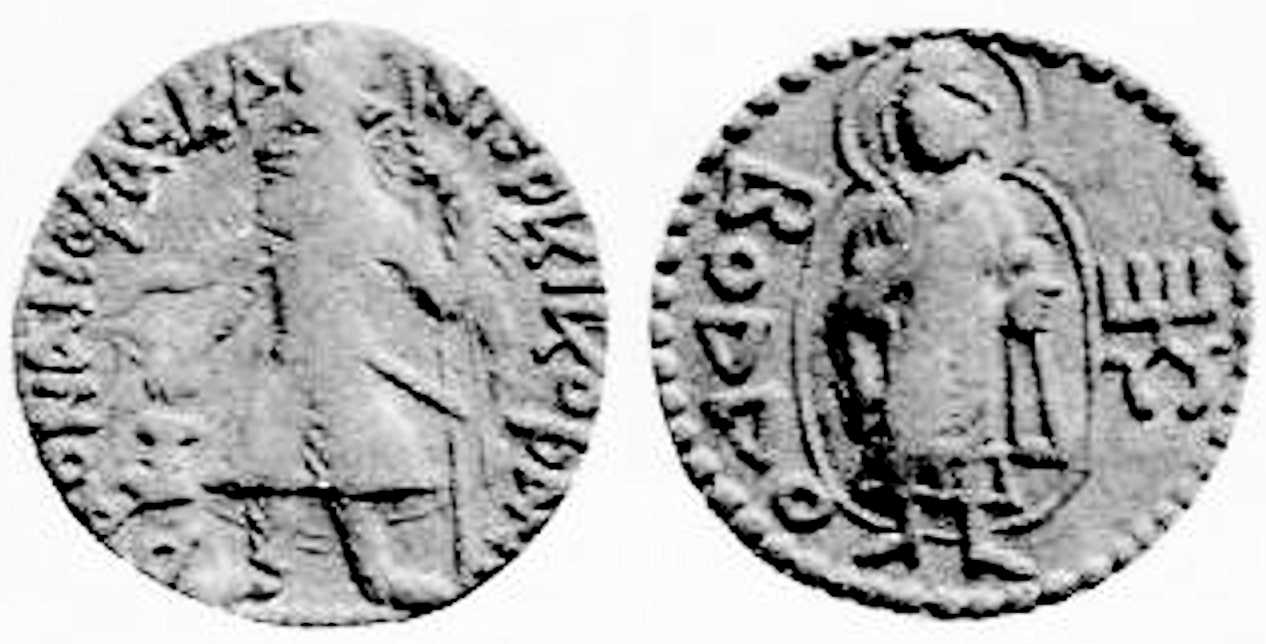
Moneta d'oro di Kaniṣka I con una rappresentazione del Buddha (c. 120)

La reputazione di Kaniṣka nella tradizione buddhista si deve soprattutto al quarto concilio buddhista tenutosi in Kashmir.
Egli favorì la scuola di Gandhāra di arte buddhista-greca e la scuola di Mathura di arte induista. Lo stesso Kaniṣka sembra aver abbracciato sia il buddhismo che il culto persiano di Mithra.
Il suo grande contributo all'architettura buddhista fu lo stupa di Kaniṣka a Peshawar, in Pakistan. Gli archeologi che ne scoprirono la base nel 1908-1909 dissero che aveva un diametro di 95 metri. I racconti dei pellegrini cinesi, quali Xuánzàng, dicono che fosse alto dai 600 ai 700 "piedi" cinesi (all'incirca 180-210 metri) e che fosse ricoperto di gioielli.
Si dice che Kaniṣka fosse molto vicino allo studioso buddhista Aśvaghoṣa, il quale divenne il suo consigliere religioso.

### Monetazione buddhista
Le monete buddhiste di Kaniṣka sono relativamente poche (meno dell'1%). Molte di loro raffigurano Kaniṣka stesso su una faccia, ed il Buddha in piedi sull'altra, in stile ellenistico. Pochissime mostrano Shakyamuni Buddha e Maitreya. Come tutte le monete di Kaniṣka, il loro disegno è piuttosto rozzo e le proporzioni tendono ad essere imprecise, e l'immagine del Buddha è leggermente deformata.
Sono sconosciuti tre tipi di monete buddhiste di Kaniṣka.

#### Il Buddha
Il Buddha in piedi in stile ellenistico, con la scritta "Boddo" in greco, che tiene in mano il lembo sinistro della sua veste, e forma l'abhaya mudra. Si conoscono solo sei monete Kushan del Buddha (la sesta è incastonata in un antico pezzo di gioielleria, formato da una moneta del Buddha di Kaniṣka decorata con un anello di rubini a forma di cuore). Tutte queste monete venivano coniate in oro, ma sono abbastanza piccole (circa la dimensione di un obolo) se paragonate alle altre monete di Kaniṣka.

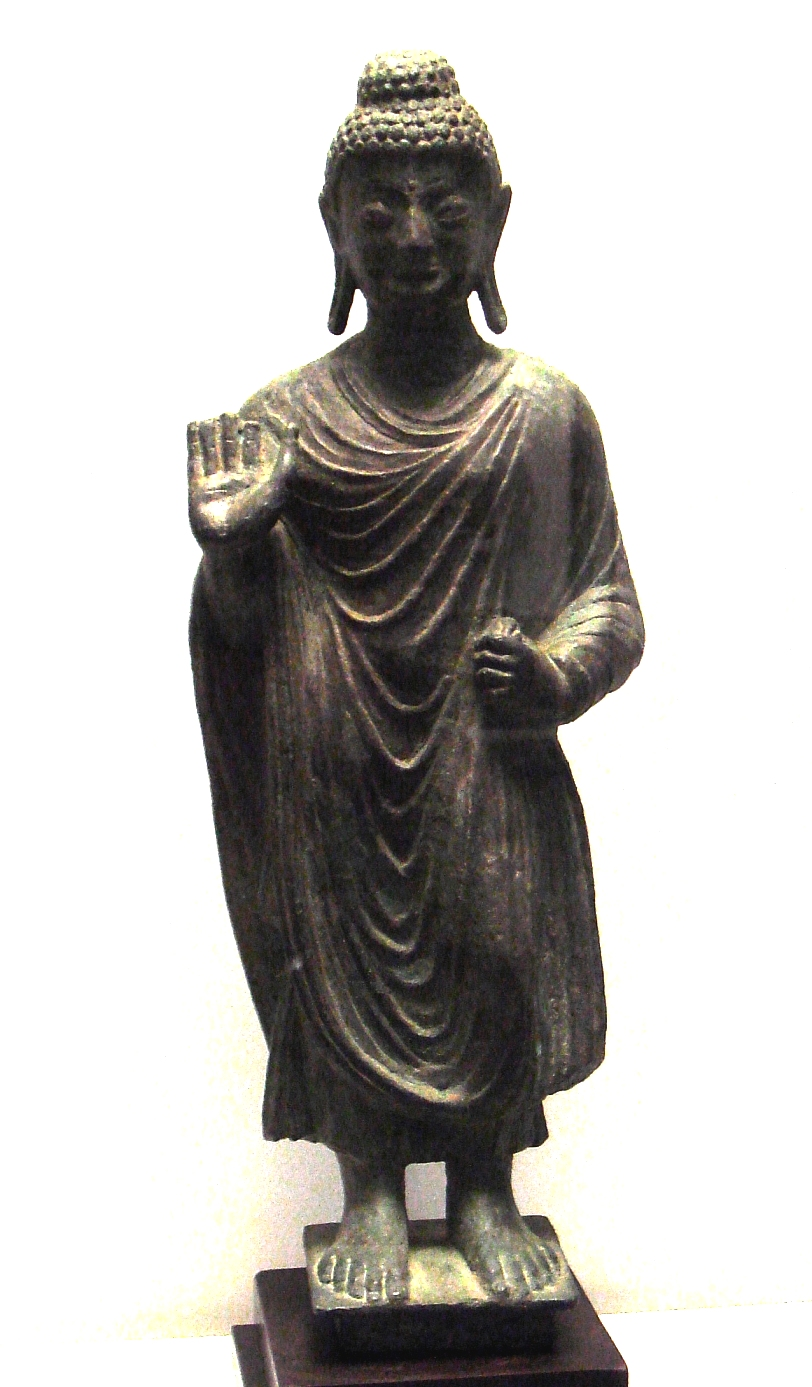
Buddha in piedi in bronzo con caratteristiche simili a quelle delle monete di Kaniṣka. Gandhāra, solitamente datata al III-IV secolo

Il Buddha viene rappresentato mentre indossa un abito monastico, l'antaravasaka, l'uttarasanga e la sopravveste sanghati.
Le orecchie sono molto grandi e lunghe, esagerazione simbolica resa necessaria dalla piccolezza delle monete, ma visibili anche in altre statue di Gandhāra del III-IV secolo. Ha un grande ciuffo che copre l'uṣṇīṣa, spesso stilizzato con un ricciolo, visibile anche sulle statue di Gandhāra.
In generale la rappresentazione del Buddha su queste monete è altamente simbolica, e diversa dallo stile ellenistico viste nelle più antiche sculture di Gandhāra. In molti disegni si vedono anche dei baffi. Sull'altra faccia di queste monete appare il cakra, la cui fronte porta l'urna. Un'aureola formata da una, due o tre linee lo incorona.

#### Il "Shakyamuni Buddha"

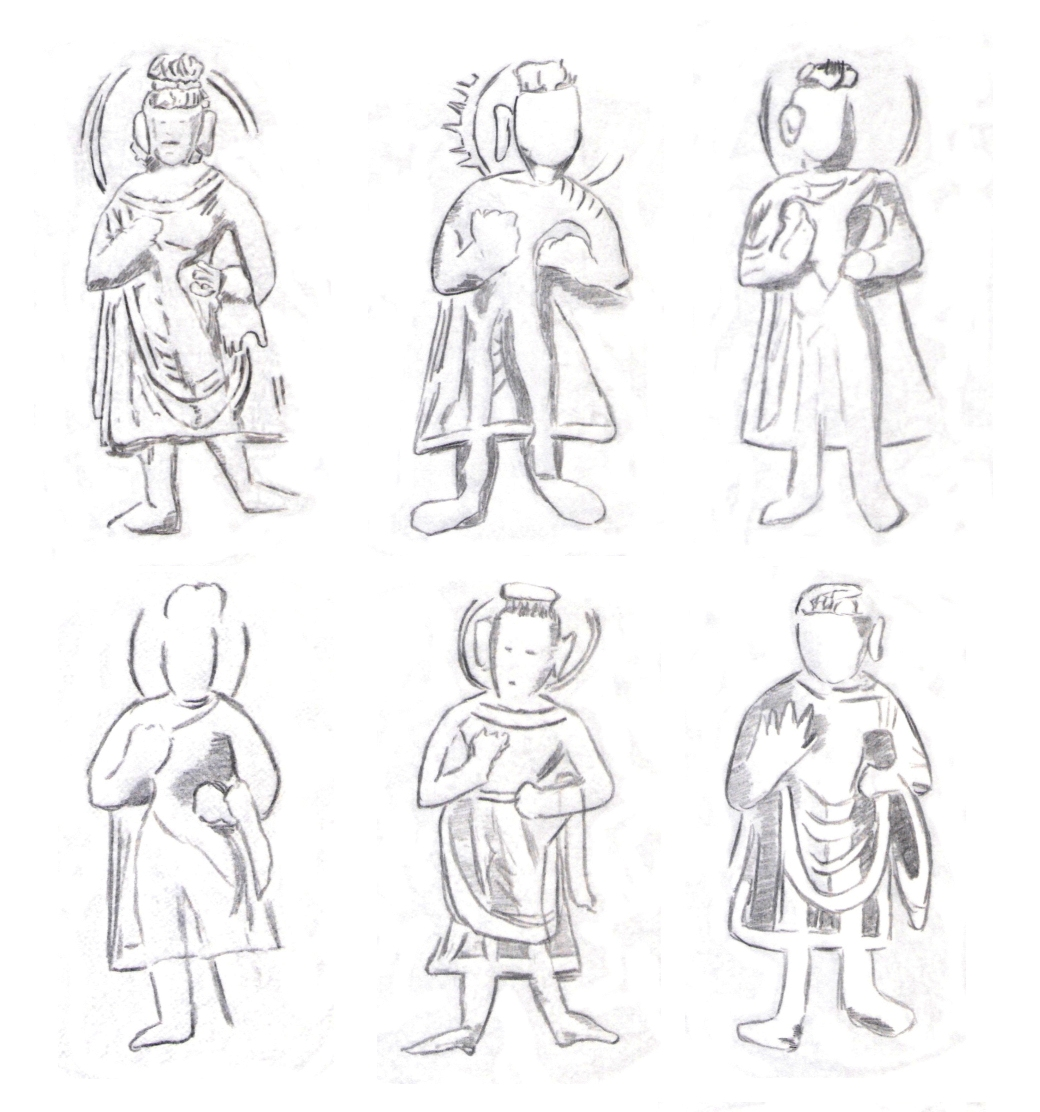
Raffigurazione del Shakyamuni Buddha

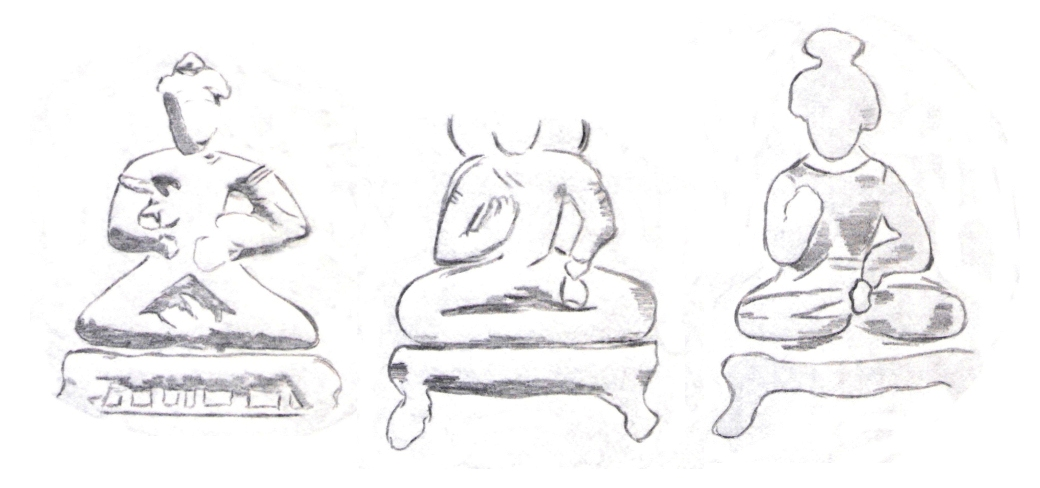
Raffigurazione del Maitreya

Il Shakyamuni Buddha visto di fronte, con la mano sinistra sul fianco e la destra che forma l'abhaya mudra. Tutte queste monete sono in rame.
L'abito del Shakyamuni Buddha è leggero se paragonato a quello delle monete del Buddha, mostra i contorni del corpo in modo quasi trasparente. Erano probabilmente i primi due livelli dell'abito monastico, antaravasaka e uttarasanga. È inoltre ripiegato sul braccio sinistro (invece di essere tenuto con la mano). Ha un abbondante ciuffo che ne copre l'ushnisa, ed una semplice o doppia aureola sopra la testa.

#### Il "Maitreya Buddha"
Il Bodhisattva Maitreya (con la scritta "Metrago Boudo") a gambe incrociate su un trono, che regge una pentola d'acqua e forma l'abhaya mudra. Queste monete sono solo in rame.
Sulle monete più chiare il Maitreya sembra indossare i bracciali di un principe indiano, caratteristica tipica delle statue del Maitreya. Il trono è decorato con piccole colonne. Il titolo di "Buddha" per Maitreya è impreciso, dato che si tratta in realtà di un Bodhisattva (è il buddha del futuro). Questo sta a rappresentare una limitata conoscenza della cosmologia buddhista da parte dei Kushan.
L'iconografia di questi tre tipi è molto diversa da quella delle altre divinità raffigurate nella monetazione di Kaniṣka. Mentre le altre divinità sono mostrate solo di profilo, i Buddha sono solo frontali, il che indica che furono copiati dalle statue contemporanee dei buddha in piedi e seduti. Le rappresentazioni di Buddha e Shakyamuni hanno spalle coperte dall'abito monastico, il che indica che le statue usate come modello provenivano dalla scuola d'arte di Gandhāra, piuttosto che da Mathura.

### Scrigno di Kaniṣka

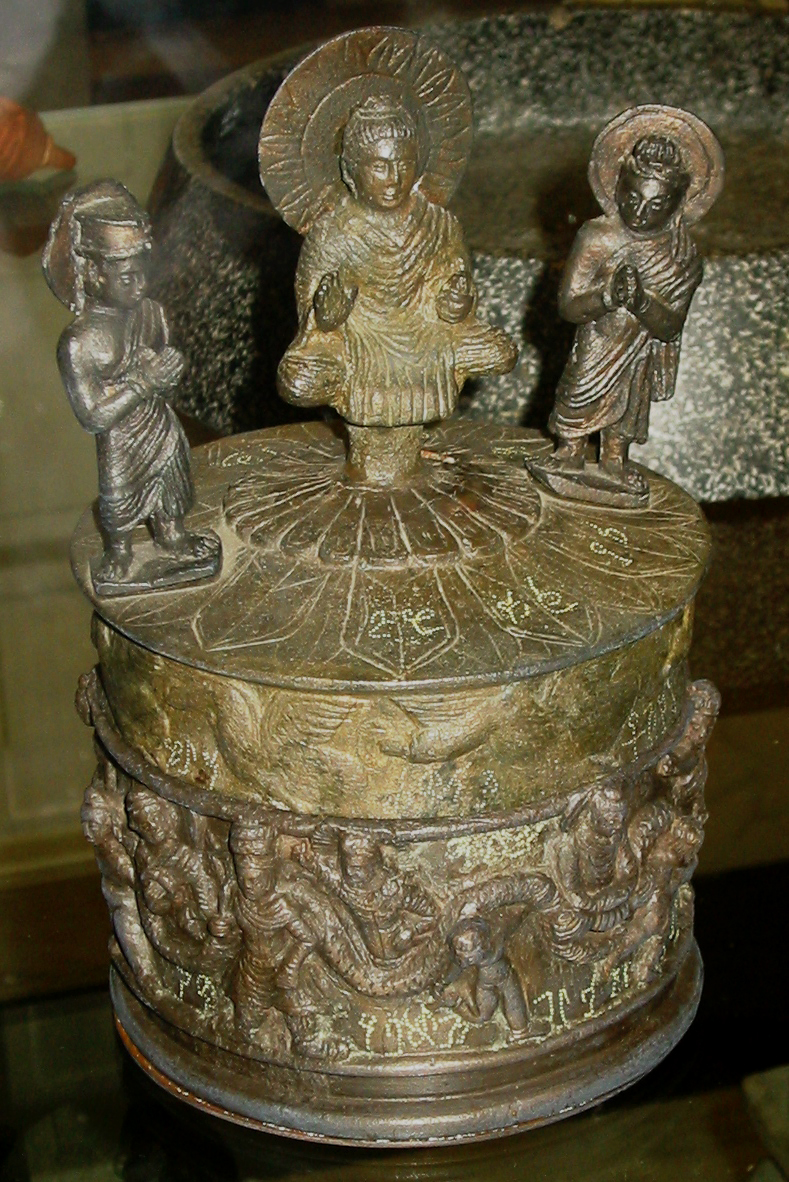
Lo scrigno di Kaniṣka, datato al 127, con il Buddha circondato da Brahmā e Indra, e Kaniṣka in piedi al centro della parte inferiore, British Museum

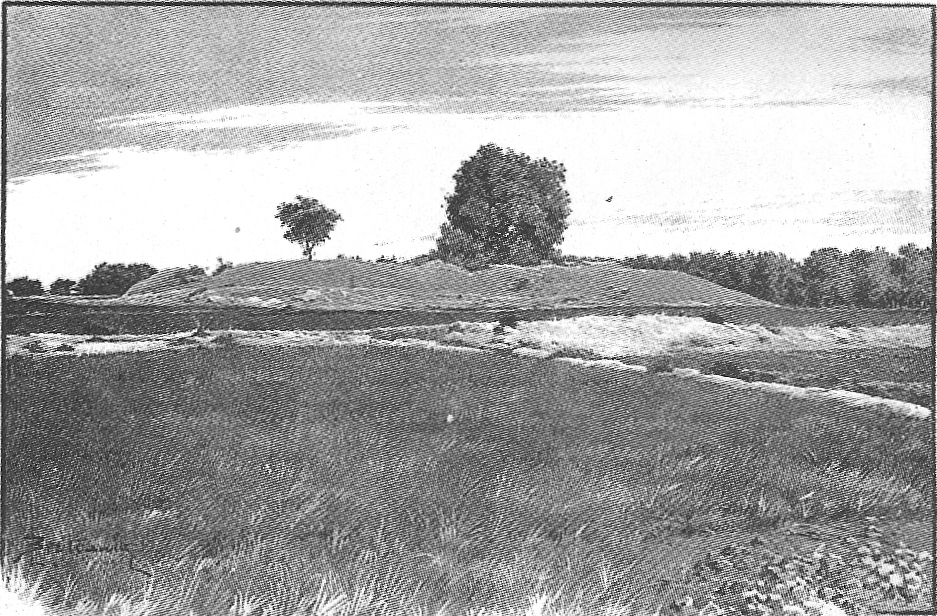
Resti dello stupa di Kaniṣka a Shah-Ji-Ki-Dheri

Lo scrigno di Kaniṣka, datato al primo anno del regno di Kaniṣka (127), fu scoperto in una camera posta sotto allo stupa di Kaniṣka, nel corso degli scavi archeologici del 1908-1909 a Shah-ji-Dheri, nei sobborghi di Peshawar. Oggi si trova presso il museo di Peshawar, ed una copia è nel British Museum. Si dice aver contenuto i resti delle ossa del Buddha, oggi ospitate a Mandalay, Burma.
Lo scrigno è dedicato a Kharoshthi. L'iscrizione recita:

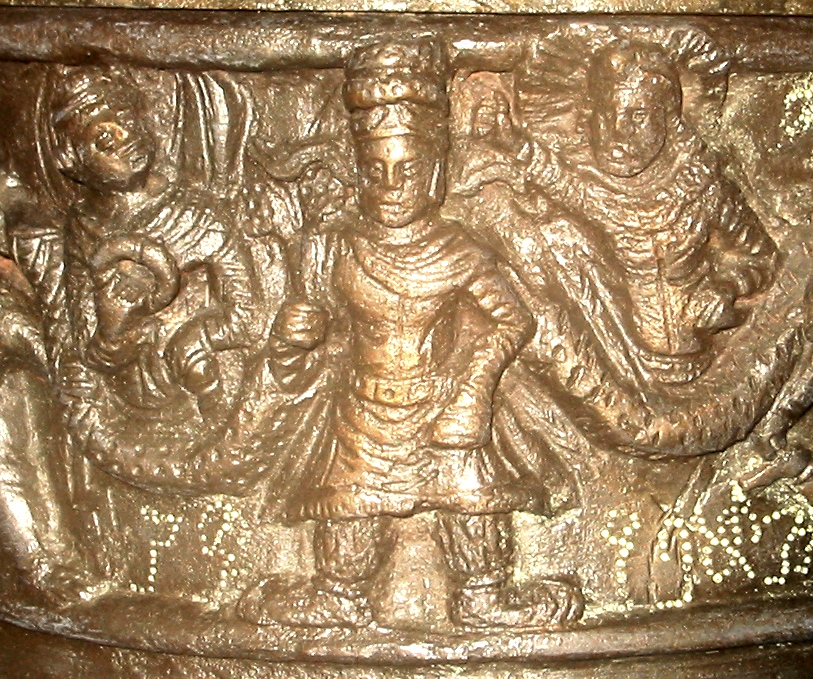
Dettaglio di Kaniṣka, circondato dal dio sole e dalla dea luna iranici, sullo scrigno di Kaniṣka. British Museum.

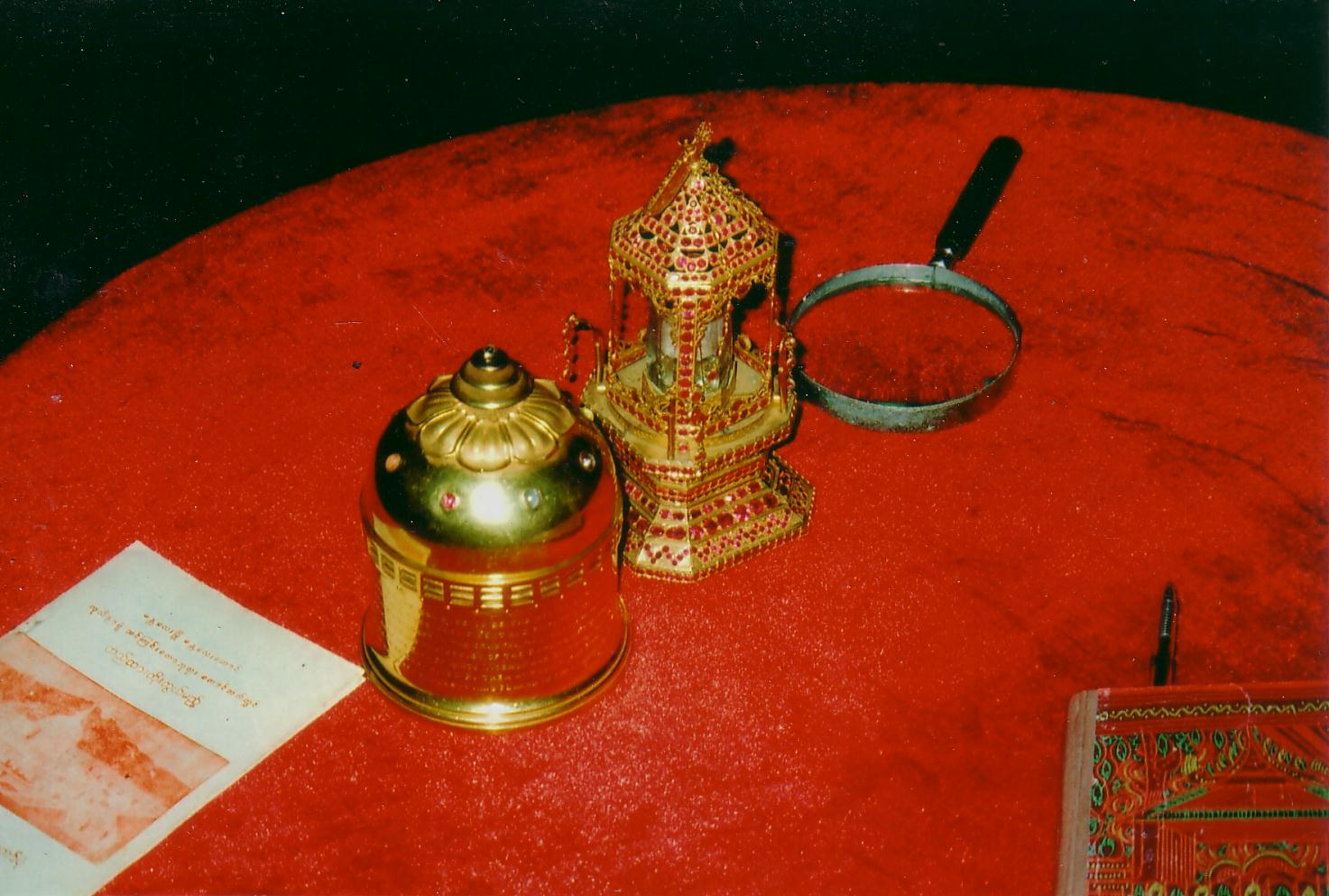
Reliquie del Buddha rinvenute nello stupa di Kaniṣka a Peshawar, Pakistan, inviate dai britannici a Mandalay, Burma, nel 1910. Teresa Merrigan, 2005

Il testo è firmato dallo scrittore, un artista greco di nome Agesilas, il quale supervisionò i lavori dello stupa di Kaniṣka, il che conferma la partecipazione dei greci nelle realizzazioni buddhiste: "Il servo Agisalaos, soprintendente dei lavori del vihara di Kaniṣka nel monastero di Mahasena" ("dasa agisala nava-karmi ana*kaniskasa vihara mahasenasa sangharame").
Il coperchio dello scrigno raffigura il Buddha su un piedistallo di loto, adorato da Brahmā e da Indra. Il lato del coperchio è decorato da un fregio di oche in volo. Il corpo dello scrigno raffigura un monarca Kushan, probabilmente lo stesso Kaniṣka, con il sole e la luna iranici ai suoi lati. Sui lati si trovano due immagini di un Buddha seduto, adorato da alcune figure reali. Una tela sorretta da cherubini avvolge la scena, in tipico stile ellenistico.
L'assegnazione a Kaniṣka dello scrigno è stata recentemente messa in discussione, soprattutto per motivi estetici (ad esempio il re sullo scrigno non ha la barba, a differenza di Kaniṣka). Per questo motivo lo scrigno viene spesso associato al successore di Kaniṣka, Huvishka.

### Kaniṣka nella tradizione buddhista
Nella tradizione buddhista Kaniṣka è spesso descritto come un re violento e senza fede prima della conversione al buddhismo, come nello Sri-dharma-pitaka-nidana sutra.
Si dice anche che l'arrivo di Kaniṣka fosse stato predetto dal Buddha, così come al costruzione del suo stupa.

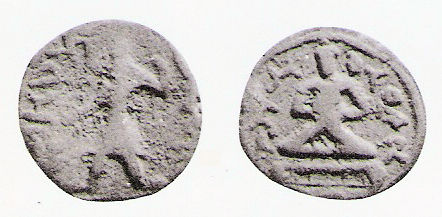
Moneta di Kaniṣka con il Bodhisattva Maitreya "Metrago Boudo"

La stessa storia è ripetuta in un'opera khotanese trovata a Dunhuang, che dice come Kaniṣka sarebbe giunto 400 anni dopo la morte del Buddha. Il racconto descrive anche come Kaniṣka eresse il suo stupa.
Anche i pellegrini cinesi (come Xuánzàng che viaggiò attorno al 630) raccontano la storia.

### Trasmissione del Buddhismo alla Cina
L'espansione di Kaniṣka nel bacino del Tarim diede probabilmente il via alla trasmissione del Buddhismo in Cina.
I monaci buddhisti di Gandhāra giocarono un ruolo chiave nello sviluppo delle idee buddhiste e nella loro espansione in Asia settentrionale a partire dalla metà del II secolo. Il monaco Kushan Lokakṣema (circa 178) divenne il primo traduttore delle sculture del Buddhismo Mahāyāna in cinese, e creò un ufficio di traduzione nella capitale cinese Luoyang. Sembra che i monaci buddhisti dell'Asia centrale ed orientale abbiano intessuto molte relazioni nei secoli seguenti.
Kaniṣka fu probabilmente sostituito da Huvishka. Quando e come questo avvenne è ancora nell'ombra. Il fatto che siano esistiti altri re Kushan di nome Kaniṣka serve solo a complicare la storia.

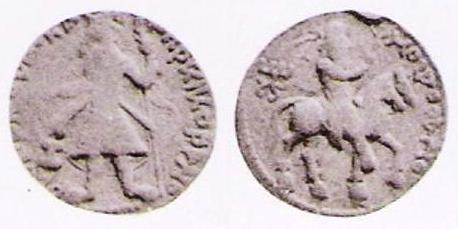
Kaniṣka col dio Mozdoano.
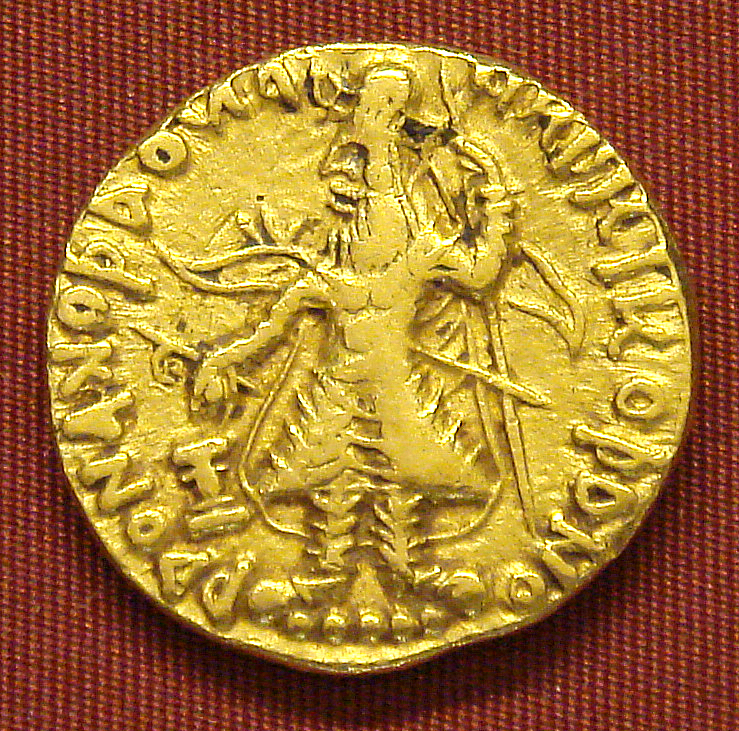
Moneta di Kaniṣka.
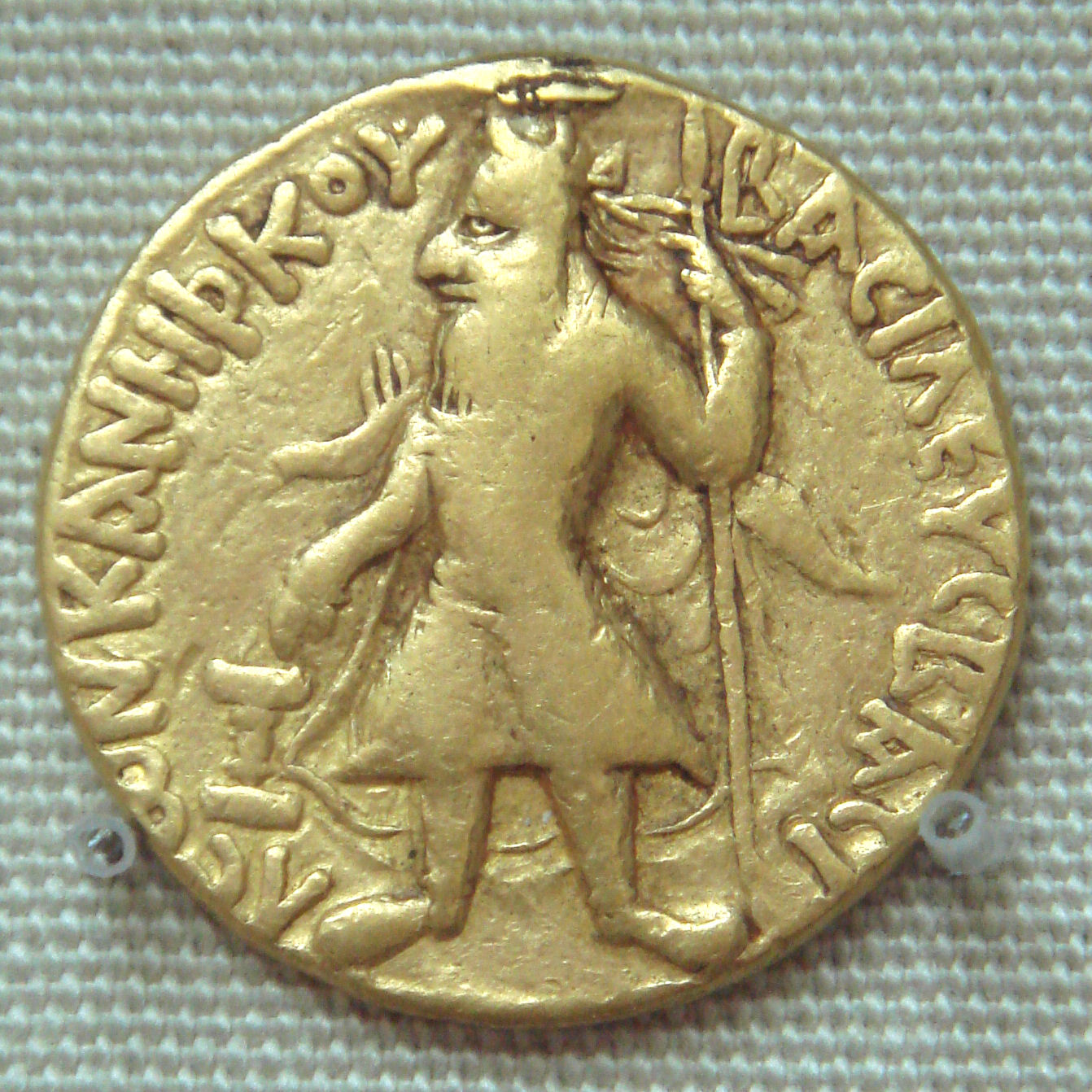
Moneta di Kaniṣka trovata a Ahin Posh.
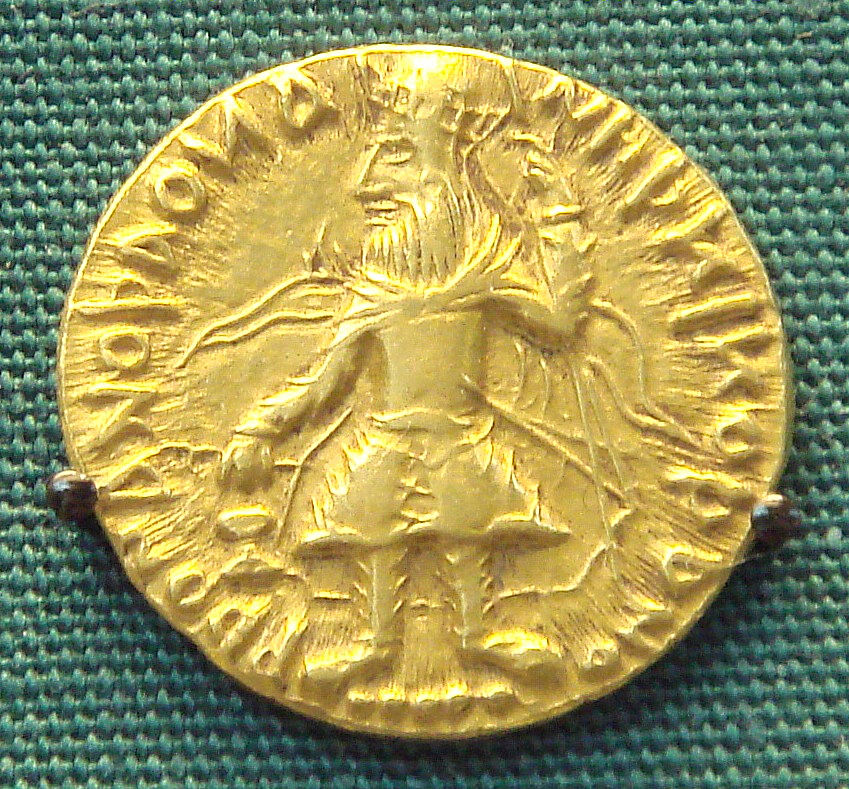
Moneta.

## Nei media
Nelle serie manga, Berserk, la figura dell'imperatore Ganishuka nemico di Griffith in Berserk è basata su Kaniṣka. In questo manga è anche un profondo buddhista che riempì il suo regno con immagini sacre, promuovendo questa religione. Come la sua controparte reale, Ganishka ha decorato il suo castello con figure buddhiste.
"Kanishka" è anche una delle più famose canzoni della rock band argentina Los Brujos, nella quale si parla del re Kushan e della moglie, inclusa nell'album Fin de semana Salvaje.